# Сотниково (деревня, городской округ Ступино)
Сотниково — деревня в Ступинском районе Московской области в составе Городского поселения Жилёво (до 2006 года — входила в Новоселковский сельский округ). На 2016 год Сотниково, фактически, дачный посёлок — при 4 жителях в деревне 4 улицы, переулок и 1 садовое товарищество. Впервые в исторических документах селение упоминается в 1577 году.

## Население
| 2002 | 2006 | 2010 |
| ---- | ---- | ---- |
| 5    | →5   | ↘4   |

Сотниково расположено в центральной части района, на безымянном ручье, левом притоке реки Каширка, высота центра деревни над уровнем моря — 167 м. Ближайшие населённые пункты: село Иван-Теремец — около 1 км на юго-восток и Новоселки — примерно в 1,5 км на юго-запад.